# Classe Chungnam
La classe Chungnam est une classe de frégates lance-missiles de la marine de la république de Corée (ROKN), en cours de construction.

## Caractéristiques
La classe Chungnam constitue le lot III du programme Future Frigate eXperimental (FFX) de la marine de la république de Corée, venant après le lot I (classe Incheon) et le lot II (classe Daegu). Chaque nouveau lot (batch en anglais) constitue une étape évolutive d’amélioration des performances par rapport au lot précédent. La classe Chungnam a vocation à remplacer les anciennes frégates (FF) de classe Ulsan et les corvettes de combat de patrouille (PCC) obsolètes actuellement en service dans la marine sud-coréenne,,, afin de protéger le futur groupe aéronaval ou les navires de commerce. Le programme du lot I a duré de 2006 à 2016 et a livré six navires à la marine de la république de Corée. Le programme du lot II, qui a débuté en 2011, est toujours en cours, le dernier navire (sur un total de huit) devant être livré à la marine fin 2023. Le développement du lot III a débuté en 2016. Le pays prévoit de construire six frégates de 3600 tonnes du lot III.
Les navires du lot 3 sont l’aboutissement de plus de 15 ans de recherche et comportent diverses innovations technologiques par rapport à leurs prédécesseurs, les navires du lot 2. L’introduction des frégates de classe Chungnam en service actif est une étape importante pour la marine sud-coréenne car les frégates FFX Batch III serviront également de banc d'essai pour les nouveaux systèmes de combat dont les futurs navires KDDX seront équipés, notamment le « mât intégré » et le système de canon antiaérien CIWS-II. D’autres différences notables par rapport aux prédécesseurs incluent l’utilisation de la conception « poutre-caisson », qui aide à minimiser la traînée pendant la navigation ainsi qu’à augmenter la capacité de survie du navire lorsqu’il est touché par le feu ennemi.

### Dimensions
Les frégates de classe Chungnam auront une longueur de 129 mètres, une largeur de 14,8 mètres, un déplacement standard de 3600 tonnes et 4300 tonnes à pleine charge,,,,,,,,. L’équipage est de 120 personnes.

### Propulsion
La classe Chungnam utilise le même système de propulsion hybride que les FFX lot II (classe Daegu), une propulsion combinée diesel-électrique ou gaz (CODLOG). Ce système de propulsion réduit considérablement le risque de détection par les sous-marins ennemis, car la propulsion électrique ne crée pas beaucoup de bruit pendant le fonctionnement normal. Cependant, en cas d’urgence et notamment en situation de combat, le navire peut démarrer sa puissante turbine à gaz Rolls-Royce MT30, et naviguer à pleine vitesse avec une vitesse maximale de 30 nœuds (55 km/h), améliorant ainsi considérablement ses capacités opérationnelles,,,,,,,,.

### Systèmes électroniques
Les frégates de classe Chungnam présentent diverses avancées technologiques par rapport à leurs prédécesseurs. Ce sont des navires dans lequel les excellentes capacités de défense de la Corée du Sud sont concentrées, avec un équipement de détection majeur et un armement, y compris le système de combat, qui peut être appelé le cerveau du navire. L’équipement de détection du navire et son armement, y compris le système de combat, sont tous produits localement dans le pays. Les capacités de lutte antiaérienne sont considérablement améliorées par rapport aux frégates actuellement en service (classe Ulsan) grâce à un radar multifonction fixe (MFR) à 4 côtés à commande de phase comme l’Easy Radar, développé localement. Il est capable de détecter, de suivre et d’engager simultanément plusieurs cibles aériennes et de surface dans toutes les directions à 360 degrés,,,, et de suivre simultanément plusieurs cibles aériennes, alors que les navires existants du lot I (classe Incheon) et du lot II (classe Daegu) exploitent séparément un radar de détection rotatif et un radar de poursuite,.
L’une des principales innovations est le nouveau « mât de capteurs intégré », en anglais Integrated Sensor Mast (ISM) qui est une technologie de pointe. Ce mât est souvent surnommé localement système « semi-AEGIS ». Il réunit plusieurs composants technologiques avancés tels que le radar à balayage électronique actif à quatre réseaux (AESA), un équipement avancé de détection et de poursuite dans le spectre infrarouge (IRST) et un système de surveillance électro-optique (EOTS). Cet équipement devrait aider le navire à mieux détecter les menaces entrantes et à se défendre dans des scénarios de combat naval intensif. Le mât intègre une conception furtive avancée,,,.
Les navires sont équipés d’un sonar fixe monté sur la coque et d’un système de sonar à réseau remorqué (TASS) développés avec une technologie nationale, qui leur confèrent d’excellentes capacités de lutte anti-sous-marine,,.

### Armement
L’armement comprend un canon principal Mark 45 de 5 pouces (127 mm), un système de lancement vertical coréen (Korean Vertical Launch System, KVLS) à 16 tubes, des missiles tactiques mer-sol, des missiles antinavires, le système de missile antiaérien K-SAAM de fabrication coréenne, et des torpilles anti-sous-marines à longue portée. Les frégates de classe Chungnam sont les premières de la marine sud-coréenne à être équipées du système d'arme de protection rapprochée indigène Close-In Weapon System II (CIWS-II) de LIG Nex1 pour la défense aérienne à courte portée,,,,,.

## Construction
La marine de la République de Corée exploite actuellement, six frégates FFX du lot I (classe Incheon) et six frégates du lot II (classe Daegu). Deux autres frégates du lot II ne sont pas encore mises en service. Le troisième lot sera produit conjointement par Hyundai Heavy Industries (HHI) et SK Oceanplant. Au total, six frégates FFX Batch III seront produites et mises en service entre 2023 et 2027, comme l’a annoncé l’Administration du programme d'acquisition de la défense (DAPA) dans un communiqué de presse l’année dernière.
HHI a remporté le contrat pour la conception de base du lot III en 2019, et a remporté le contrat pour la conception détaillée et la construction du premier navire en 2021. La construction de ce premier navire (FFG-828) a commencé en avril 2021 au chantier naval d’Ulsan. Rolls-Royce livrera les turbines à gaz MT30, le principal système de propulsion des navires. Ce premier navire devra être livré à la ROKN en 2024.
Cependant, seul ce premier navire (le ROKS Chungnam) sera produit par HHI. En effet, Samkang M&T, un constructeur naval sud-coréen de taille moyenne, a annoncé le 4 janvier 2022 qu’il avait remporté un contrat pour la construction d’une seconde frégate. Ce navire sera livré en 2026. Le contrat passé par la Defense Acquisition Program Administration (DAPA) est d’une valeur de 33,5 milliards de wons coréens (environ 27,8 millions de dollars américains). SamKang M&T, devenu ensuite SK Oceanplant, a ensuite également été sélectionné comme soumissionnaire privilégié pour les 3e et 4e navires le 16 septembre 2022 et a obtenu le contrat pour la construction des trois navires en octobre 2022,.
La décision de choisir un constructeur de taille moyenne pour la suite de la flotte (2e à 4e navires) s’est heurtée à la résistance des constructeurs navals plus établis. Les principaux constructeurs navals, y compris Daewoo Shipbuilding & Marine Engineering (DSME) et Hyundai Heavy Industries (HHI), ont exprimé des préoccupations au sujet du processus d’appel d'offres qui favorise fortement les propositions qui minimisent les coûts. Ils prétendent que les critères d’évaluation actuels mettent moins l’accent sur les coûts de recherche et développement, SamKang étant pénalisé, mais pas disqualifié, pour ne pas avoir satisfait aux exigences minimales en matière de main-d'œuvre pour certaines catégories. En effet, la Defense Administration Program Administration (DAPA) avait fixé le prix estimé d’un navire de lot III à 805,9 milliards de wons (581,4 millions de dollars). La proposition de SamKang ne coûtera au gouvernement sud-coréen que 705,1 milliards de wons (508,4 millions de dollars), soit 87,455% du prix estimé par la DAPA. Il s’agit de l’offre la plus basse de toutes les entreprises mises en concurrence, et elle se situe dans le seuil de 88% en deçà duquel les constructeurs ont reçu des points supplémentaires au cours du processus d’évaluation des offres.
Il est vrai que les petites entreprises ont gagné du terrain ces dernières années. Plus récemment, un autre petit constructeur naval appelé HJ Shipbuilding & Construction (HJSC), a lancé quatre patrouilleurs Patrol Killer Medium Rocket. Le coût proposé par HJSC pour les 3e et 4e navires du lot III était de 734 milliards de wons coréens (529,2 millions de dollars), soit un peu au-dessus de SamKang.
Le président de Samkang M&T, M. Moo Seok Song, a déclaré :
« Samkang a acquis une technologie suffisante pour les navires de guerre depuis que nous avons construit 10 navires de patrouille de la Garde côtière de Corée du Sud. Comme la protection de la souveraineté maritime est très importante, en particulier dans la péninsule coréenne qui est entourée de trois mers, nous continuerons à travailler avec détermination pour que Samkang contribue à protéger le pays et les citoyens coréens. »
À l’heure actuelle, on ne sait pas quel constructeur naval remportera le contrat pour les deux derniers navires (5e et 6e navires), désignés respectivement FFG-833 et FFG-835. L’indicatif FFG-834 a été intentionnellement laissé inutilisé, car le numéro 4 est souvent associé au malheur dans la culture de l’Asie de l'Est. La production se poursuivra jusqu’en 2027.

## Navires de la classe
- ROKS Chungnam (FFG-828) : construit par Hyundai Heavy Industries, lancé le 10 avril 2023.